# 竹崎交流道
竹崎交流道為臺灣國道三號的交流道，位於臺灣嘉義縣竹崎鄉（接縣道159號）、民雄鄉（接縣道166號），指標為290k。
竹崎交流道採分離式設計，北端（南出北入）位於288k，接縣道166號；南端（北出南入）位於292k，接縣道159號北側的迴轉道；兩端之間有側車道（嘉147線鄉道）可互相連接。
竹崎交流道下的縣道166號舊線，因重車長期輾壓，造成「車轍」（車輪軌跡處凹陷）寬度甚至達七公分，造成路口柏油鋪面不平，危及行車安全，嘉義縣政府建設處改用耐壓的粗級配瀝青，擴大橫向坡度，強化排水功能，並鋪設多孔隙透水瀝青，同時增加標線、標誌等交通安全輔助設施，經費共260萬元新臺幣，於2017年3月前完工。
|  | 290 竹崎 |           | 嘉義 |
|  | 290 竹崎 | 竹崎 民雄 |      |

## 外部連結
- 國道三號竹崎交流道示意圖 （页面存档备份，存于）（交通部高速公路局）